# カイル・ブラウン
カイル・ブラウン（Kyle Brown、1987年2月6日 - ）は、南アフリカのラグビー選手。

## プロフィール
- 南アフリカ・ケープタウン出身[1]。
- ポジションはフランカー(FL)。
- 身長 182cm、体重 96kg

## 略歴
2016年、リオ五輪の7人制南アフリカ代表に選ばれ銅メダル獲得。